# Lollius Bassus
Pour les articles homonymes, voir Bassus.
Lollius Bassus est un poète grec antique ayant vécu vers la fin du Ier siècle av. J.-C et le début du Ier siècle ap. J.-C. 
Ce poète, de nom latin, mais de langue grecque, a - semble-t-il - vécu à Rome à l'époque de Tibère. 
Un de ses poèmes suggère qu'il naquit à Smyrne et il fut peut-être aussi membre du groupe des lettrés qui se réunissaient autour de Sénèque.  L'Anthologie palatine nous a transmis huit épigrammes. L'une est une célébration de la grandeur romaine, mais la postérité a surtout retenu l'évocation de la mort de Germanicus  (VII, 391), et une pièce traitant plaisamment des désavantages d'avoir une servante sourde (XI, 74), que Grotius transposa par la suite en latin.